# Destillerie & Brennerei Heinrich Habbel

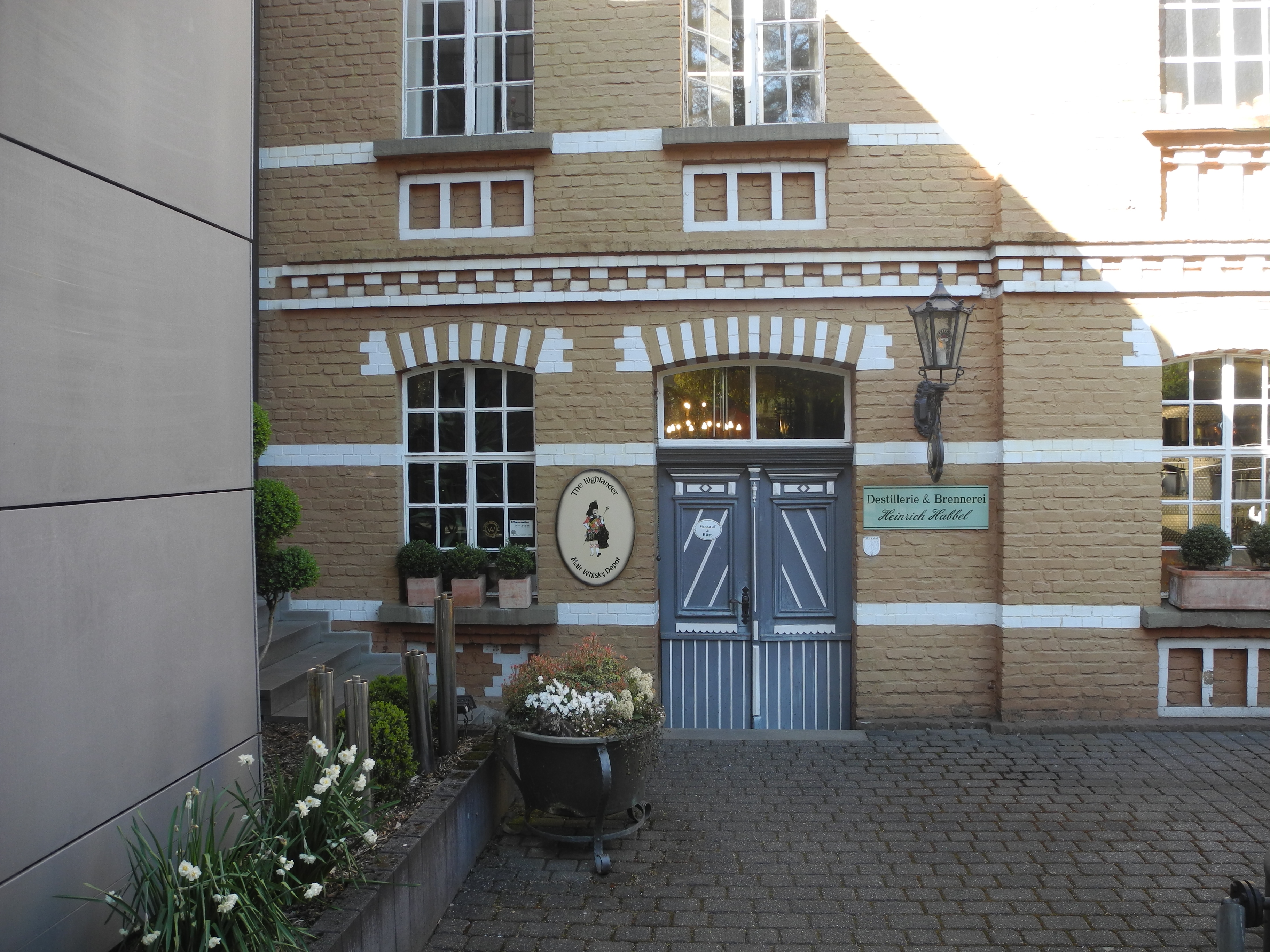
Sprockhövel, Gevelsberger Str. 127, Destillerie & Brennerei Heinrich Habbel (2022)

Die Destillerie & Brennerei Heinrich Habbel GmbH & Co. KG ist eine Brennerei und Destillerie mit Sitz in Sprockhövel im südlichen Nordrhein-Westfalen am Rande des Ruhrgebiets.

## Geschichte
Die Brennerei wurde im Jahre 1878 als landwirtschaftliche Kornbrennerei mit Viehwirtschaft und Gaststätte gegründet und im Jahre 1923 von Josef Habbel, dem Urgroßvater von Michaela Habbel und Großvater von Michael Habbel, käuflich erworben. Es wurden weiterhin Landwirtschaft, Brennerei und Gaststätte betrieben.
Im Jahre 1954 ging der Betrieb an Heinrich Habbel über, den Sohn von Josef Habbel. Heinrich Habbel, sein Bruder Josef und Ehefrau Cäcilie führten gemeinsam den Betrieb und bauten das Spirituosengeschäft weiter aus. Hauptkunden waren Gastronomie und Zechen.
1969 nach dem Tod von Heinrich Habbel ging der Betrieb durch Erbfolge an Cäcilie Habbel über. Bereits 1970 wurde der Brennereibetrieb an Michael Habbel übergeben, der 1977 seinen ersten Uralten Whisky destillierte.
1981 wurde die Stifts Brennerei in Herdecke durch Michael Habbel übernommen, die Stifts Brennerei war auch Inhaberin der Markenrechte und einer Vielzahl von Rezepturen der Adler Brennerei Peters aus Dortmund (Übernahme 1954 ehemals Deutschlands größter Wacholderproduzent und Lieferant zahlreicher Brennereien und Destilleriene in ganz Deutschland).
1988 nach dem Tod von Wilhelm Saure, Kornbrennerei in Gevelsberg (1888–1988) erfolgte die Übernahme des Kundenstamms und der Rezepturen durch Michael Habbel.
Im Jahre 1994 Übernahme der technischen Einrichtung und der Mitarbeiter der zur Brauerei Schwelm gehörenden Brennerei Levering, es wurden fortan altbewährte Produkte und Neuentwicklungen exklusiv für die Brauerei Schwelm produziert. Hierzu gehörte auch der Kräuterlikör Ossenkämper, der neu überarbeitet wurde.  
2011 trat Michaela Habbel in das Unternehmen ein und führt nun gemeinsam mit ihrem Vater den Brennerei- und Destilleriebetrieb. 2013 wurde die neue Brennerei Hillock Park Distillery, mit einem Fassungsvermögen von 1.700 Liter, gegründet.
2014 wurde eine komplett neue Brennerei mit Gärmöglichkeiten bis über 400 hl., eigener Getreidemühle, Maischbottichen und Pot-Still-Destillation für Whisky in Betrieb genommen.
Jetzt können auch größere Mengen Whisky und Kornprodukte hergestellt werden. Jährlich werden etwa 40.000 Liter Spirituosen verkauft.
2018 Übernahme einiger Gerätschaften und diverser Rezepturen der Brennerei Hegemann (1869–2018) aus Sprockhövel. Die Brennerei Habbel ist jetzt die letzte noch produzierende Brennerei im weiten Umkreis die noch Rohstoffe zu Alkohol verarbeitet, Malz, Roggen, Weizen, Buchweizen, getorftes Malz, diverse Obstsorten, dienen als Rohstoff, um diesen Alkohol zu produzieren.

## Auszeichnungen
Die Brennerei Habbel erhielt für ihre Produktpalette bereits zahlreiche Auszeichnungen wie z. B. „Spirit of The Year“, „Likör des Jahres“, „Ältester deutscher Whisky von 1977“. Nach den Einstufungen als „First Class Distillery“ und „Master Class Distillery“ erfolgte 2019 die höchste Klassifizierung als „World Class Distillery“.
2017 wurde der Hillock Single Malt 6,5/14 beim World Spirits Award von einer Jury mit „Doppel-Gold“ zum weltbesten Whiskey des Jahres gewählt. Im darauf folgenden Jahr erhielt Habbel für verschiedene Spirituosen, darunter Whiskey und Gin, insgesamt fünf Medaillen. 2019 wurden die Produkte der Brennerei mit insgesamt zweimal Doppel-Gold, viermal Gold und viermal Silber ausgezeichnet.

## Arbeitsbereich
- Verarbeitung von Rohstoffen zu Korn, Whisky, Gin, Obstbrand, Geiste, Liköre.
- Anbau diverser Obstsorten, Kräuter, historische Baumsorten, Imkerei.
- Herstellung diverser Marken die unter den Namen Destillerie & Brennerei Habbel, Hillock Park Distillery, Stifts Brennerei Herdecke, Adler Brennerei Peters oder Kornbrennerei Hegemann vertrieben werden
- Produktentwicklung von A – Z für Fremdfirmen
- Lieferung von Halbfertigprodukten an die Alkoholindustrie.
- Herstellung von Grundstoffen für die Alkoholindustrie.
- Eventveranstaltungen wie Whisky-Tastings, Gin-Workshops, Obstbrandmenues, bis hin zum rustikalen Barbecue von 20–100 Personen.